# Müller Adolf (zeneszerző)
Müller Adolf, Schmid (Tolna, 1801. október 7. – Bécs, 1886. július 29.) magyar származású osztrák zeneszerző, karmester.

## Élete
Zenei tanulmányait Brünnben végezte.
Dolgozott Prágában, Lembergben és Brünnben, majd 1823-ban Bécsbe költözött. Itt kezdetben dalokat, zongoraműveket komponált, majd 1825-ben átváltott a "könnyebb" műfajú zenés színpadi művekre. 1826-tól a Kärntnertortheater énekese és zeneszerzője volt, két év múlva átszerződött a Theater an der Wienhez, ill. a Leopoldstädter Theaterhoz, ahol zeneszerzőként és karmesterként tevékenykedett 1865-ig.
Népszerűsége Pestre is eljutott: 1827 és 1846 között a pest-budai német társulat is bemutatta több mint ötven színpadi darabját.
1847-től már csak a Theater an der Wienben dolgozott.
Fia, ifj. Müller Adolf (1839–1901) szintén zeneszerző és karmester volt, többek között a fenti színház alkalmazásában.

## Művei
- 5006 zeneszám 640 színpadi műben (operák, daljátékok, paródiák, operettek stb.), énekiskola, harmonikaiskola, mintegy 400 dal, hangszeres darabok.

Pl.
- Der Csikós – dal (1840);

- Die schwarze Frau – paródia (1826)

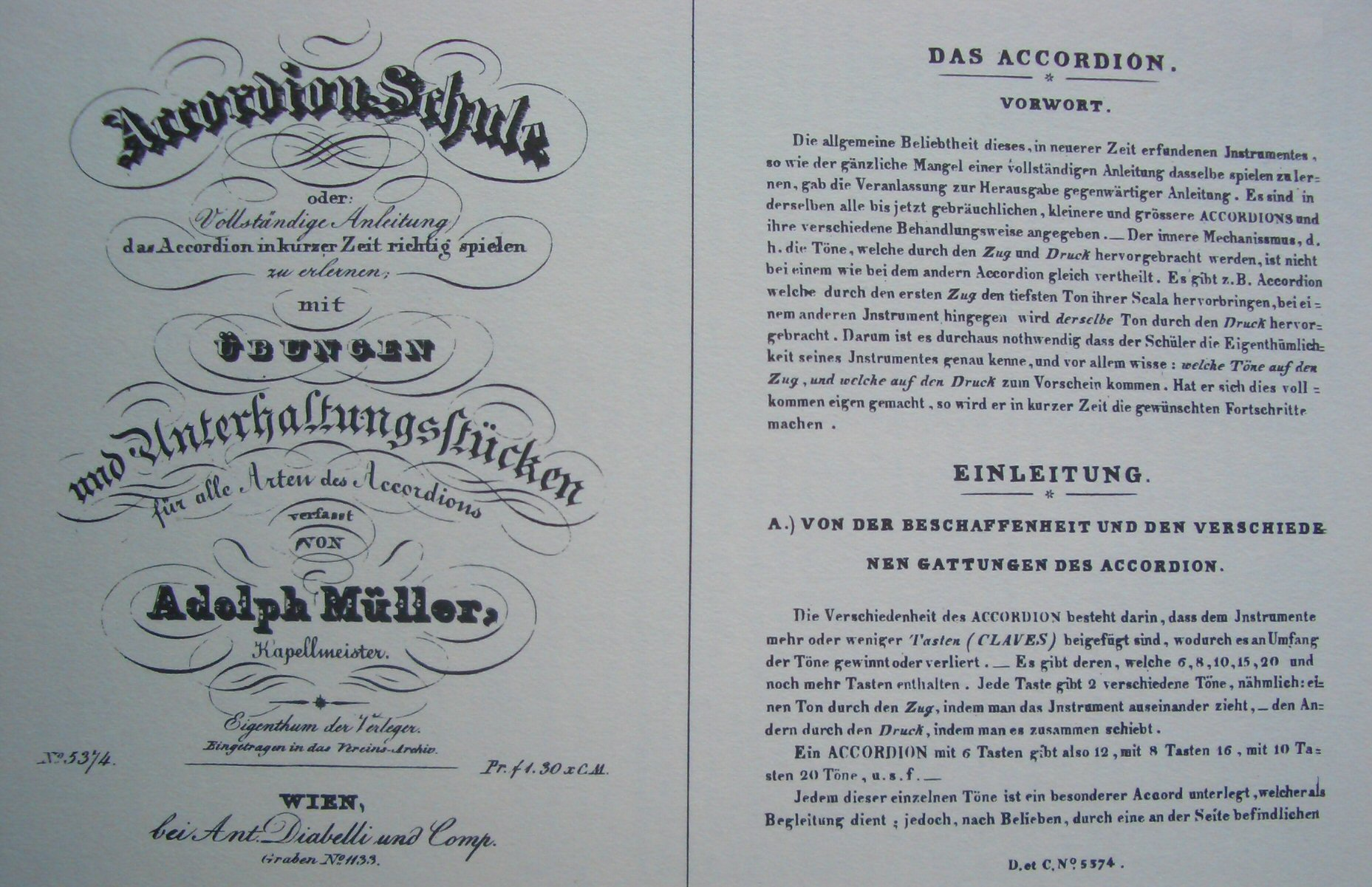
Müller Adolf

- Nestroy: Lumpacivagabundus (1883);
- Ördög Róbert (1833).